# Pippin (Name)
Pippin war der Name zahlreicher bedeutender Mitglieder der karolingischen Herrscherfamilie des mittelalterlichen Frankenreichs, die deshalb auch unter der Bezeichnung Pippiniden bekannt sind. In vielen Genealogien wird Pippin auch in der französischen Schreibweise Pépin wiedergegeben.

## Herkunft (Etymologie)
Der Name Pippin ist abgeleitet von einem fränkischen Kosenamen pippinus für „kleines Kind“. Für dieses Wort gibt es wiederum mehrere etymologische Erklärungen: pippinus „kleines Kind“ könnte abgeleitet sein von einer germanischen Wurzel *bib- „sich bewegen, schwanken“ (für „kleines, leicht bewegliches Objekt“, vgl. franz. bibi „meine Wenigkeit“), von einem kindersprachlichen Schallwort für einen kleinen Vogel (vom Piepen hergeleitet) oder von der romanischen Wurzel, die auch dem heutigen französischen Wort pépin „Kern“ zugrunde liegt (dann wäre von einer Metapher wie „so klein wie ein Apfelkern“ auszugehen).

## Namensträger

### Vorname
- Pippin (Arnulfinger), Mönch
- Pippin der Bucklige (um 770–811), erster Sohn von Karl dem Großen
- Pippin der Ältere, auch Pippin von Landen (um 580–640), fränkischer Hausmeier und Stammvater der Karolinger
- Pippin der Jüngere (714–768), Sohn Karl Martells, Vater Karls des Großen, Karolinger, König der Franken
- Pippin der Mittlere, auch Pippin von Herstal (um 635–714), von 679 bis 714 der tatsächliche Machthaber im Frankenreich
- Pippin (Italien) (777–810), ursprünglich Karlmann, Sohn Karls des Großen, nahm Pippin als Herrschername an
- Pippin Wigglesworth (* 1983), britisch-schweizerischer Schriftsteller

### Familienname
- Horace Pippin (1888–1946), US-amerikanischer Maler naiver Malerei
- Robert B. Pippin (* 1948), US-amerikanischer Philosoph

### Fiktive Figuren
- Pippin, Spitzname von Peregrin Tuk, einem Hobbit aus dem Roman Der Herr der Ringe, siehe Figuren in Tolkiens Welt#Peregrin Tuk
- Meister Pippin, der Titelheld einer Erzählung des Predigers Franz Eugen Schlachter